# Paraluederwaldtia caramaschii
Paraluederwaldtia caramaschii is een hooiwagen uit de familie Gonyleptidae.